# Système de contrôle hiérarchique
Un système de contrôle hiérarchique (en anglais, Hierarchical control system - HCS) est une forme de système de contrôle dans lequel un ensemble de dispositifs et de logiciels de gouvernance s'organise en un hiérarchique arbre. Lorsqu'on implémente les liens dans l'arbre par un réseau informatique, alors ce système de contrôle hiérarchique est également une forme de système de contrôle en réseau.

## Aperçu
Un système construit par l'humain présentant un comportement complexe s'organise souvent en hiérarchie. Par exemple, une chaîne de commandement possède parmi ses caractéristiques notables l'organigramme des supérieurs, des subordonnés et des lignes de communication organisationnelle. Les systèmes de contrôle hiérarchiques s'organisent de manière similaire pour répartir la responsabilité de la prise de décision.
Chaque élément de la hiérarchie est un nœud lié dans l'arbre. Les commandes, tâches et objectifs à atteindre se déplacent vers le bas de l'arbre depuis les noeuds supérieurs vers les noeuds subordonnés, tandis que les sensations et les résultats des commandes se déplacent vers le haut de l'arbre depuis les noeuds subordonnés vers les noeuds supérieurs. Les noeuds échangent également des messages avec leurs homologues. Les deux caractéristiques distinctives d'un système de contrôle hiérarchique se rapportent à ses couches.
- Chaque couche supérieure de l'arbre fonctionne avec un intervalle plus long de planification et d'exécution que sa couche immédiatement inférieure.
- Les couches inférieures possèdent des tâches locales, des objectifs et des sensations, et leurs activités se planifient et se coordonnent par les couches supérieures qui n'annulent généralement pas leurs décisions. Les couches forment un système intelligent hybride dans lequel les couches réactives les plus basses sont sub-symboliques. Les couches supérieures, disposant de contraintes temporelles assouplies, sont capables de raisonner à partir d'un modèle du monde abstrait et d'effectuer une planification. Un réseau hiérarchisé de tâches convient bien à la planification dans un système de contrôle hiérarchique.

En dehors des systèmes artificiels, les systèmes de contrôle d'un animal s'organisent en hiérarchie. Dans la théorie du contrôle perceptuel, qui postule que le comportement d'un organisme constitue un moyen de contrôler ses perceptions, il est suggéré que les systèmes de contrôle de l'organisme s'organisent selon un schéma hiérarchique, ainsi que se construisent ses perceptions.

## Structure du système de contrôle

Niveaux fonctionnels d'une opération de contrôle de fabrication

Le diagramme accompagnant représente un modèle hiérarchique général qui montre des niveaux fonctionnels de fabrication utilisant le contrôle informatisé d'un système de contrôle industriel.
En se référant au diagramme :
- Le niveau 0 contient les dispositifs de terrain tels que des capteurs de débit et de température, et les éléments de contrôle final, tels que des vannes de contrôle.
- Le niveau 1 contient les modules d'Entrée/Sortie (E/S) industrialisés, ainsi que leurs processeurs électroniques distribués.
- Le niveau 2 contient les ordinateurs de supervision, qui rassemblent l'information provenant des noeuds processeurs du système et fournissent les écrans de contrôle pour l'opérateur.
- Le niveau 3 est le niveau de contrôle de production, qui ne contrôle pas directement le processus, mais se charge de surveiller la production et les cibles de suivi.
- Le niveau 4 est le niveau de planification de la production.

## Applications

### Fabrication, robotique et véhicules
Parmi les paradigmes robotiques se trouve le paradigme hiérarchique dans lequel un robot fonctionne de manière descendante, reposant sur la planification, en particulier la planification de mouvement. L'ingénierie de production assistée par ordinateur fait l'objet d'un intérêt de recherche au NIST depuis les années 1980. Son Centre de recherche en fabrication automatisée sert à développer un modèle de contrôle de production à cinq couches. Au début des années 1990, la DARPA parraine des recherches pour développer des systèmes de contrôle intelligents distribués (c'est-à-dire en réseau) pour des applications telles que les systèmes de commandement et de contrôle militaires. Le NIST s'appuie sur des recherches antérieures pour développer son système de contrôle en temps réel (RCS) et son logiciel de système de contrôle en temps réel, qui est un système de contrôle hiérarchique générique utilisé pour exploiter une fabrication cellulaire (cellule de fabrication), une grue robotique (grue) et une automatisation des véhicules (véhicule automatisé).
En novembre 2007, la DARPA organise le DARPA Grand Challenge. L'entrée gagnante, Tartan Racing emploie un système de contrôle hiérarchique, avec une planification en couches de mission, planification de mouvement, génération de comportement, perception, modélisation du monde et mécatronique.

### Intelligence artificielle
L'Architecture par subsomption est une méthodologie pour développer l'intelligence artificielle étroitement associée à la robotique comportementale. Cette architecture se présente comme une manière de décomposer un comportement intelligent complexe en de nombreux modules de comportement « simples », qui s'organisent à leur tour en couches. Chaque couche met en œuvre un objectif particulier de agent logiciel (c'est-à-dire du système dans son ensemble), et les couches supérieures sont de plus en plus abstraites. L'objectif de chaque couche englobe celui des couches sous-jacentes, par exemple la décision d'avancer par la couche de prise de nourriture se fonde sur la décision de la couche d'évitement d'obstacles la plus basse. Le comportement n'a pas besoin d'être planifié par une couche supérieure, mais il peut être déclenché par des entrées sensorielles et n'est actif que dans des circonstances appropriées.
L'apprentissage par renforcement s'utilise pour acquérir un comportement dans un système de contrôle hiérarchique dans lequel chaque noeud peut apprendre à améliorer son comportement par l'expérience.

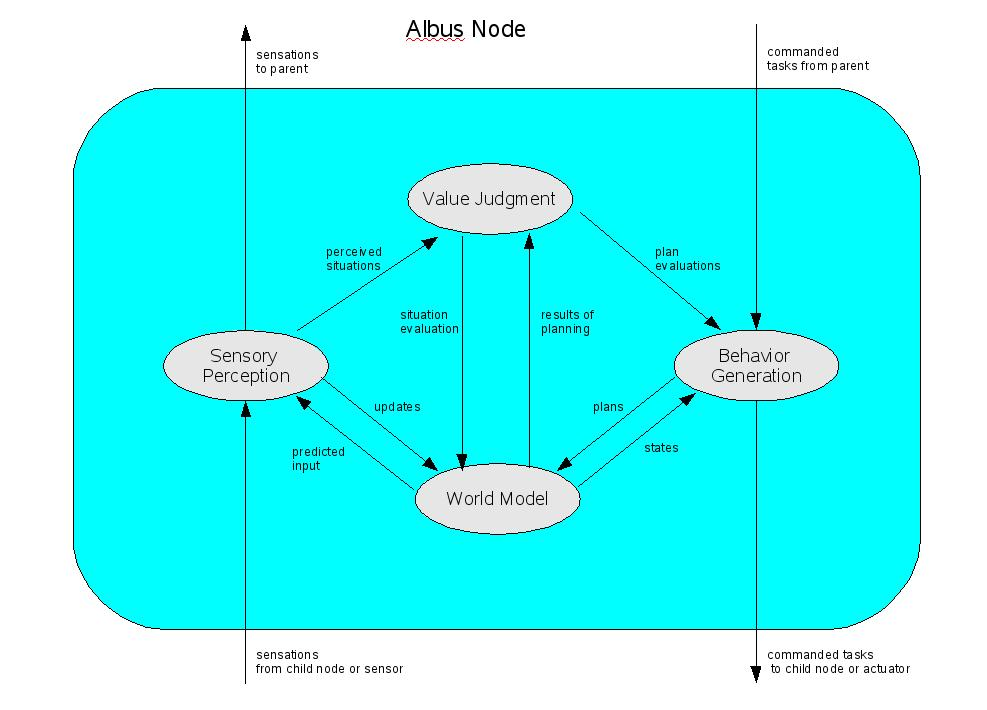
Constituants dans un noeud selon le Modèle de Référence de James Albus

James Albus, alors au NIST, développe une théorie de conception de systèmes intelligents nommée l'Architecture Modèle de Référence (AMR), qui est un système de contrôle hiérarchique inspiré par le RCS. Albus définit que chaque noeud contient ces composantes :
- Génération de comportement est responsable de l'exécution des tâches reçues du noeud supérieur, parent. Elle planifie également et émet des tâches aux noeuds subordonnés.
- Perception sensorielle est responsable de la réception des sensations provenant des noeuds subordonnés, puis de leur regroupement, filtrage et traitement en abstractions de niveau supérieur qui mettent à jour l'état local et forment des sensations envoyées au noeud supérieur.
- Jugement de valeur est responsable de l'évaluation de la situation mise à jour et de l'examen des plans alternatifs.
- Modèle du monde est l'état local qui fournit un modèle pour le système contrôlé, le processus contrôlé ou l'environnement au niveau d'abstraction des noeuds subordonnés.

À ses niveaux les plus bas, l'AMR s'implémente en tant qu'architecture par subsomption, dans laquelle le modèle du monde se mappe directement au processus contrôlé ou au monde réel, évitant ainsi le besoin d'une abstraction mathématique, et dans laquelle la planification réactive contrainte par le temps s'implémente en tant que machine à états finis. Cependant, les niveaux supérieurs de l'AMR peuvent posséder des modèles mathématiques sophistiqués du monde et un comportement implémenté par planification et ordonnancement automatisés. La planification s'impose lorsque certains comportements ne se déclenchent pas par les sensations actuelles, mais plutôt par des sensations prédites ou anticipées, en particulier celles qui résultent des actions du noeud.

## Lectures complémentaires
- Albus, J.S. « L'ingénierie de l'esprit » (1996)  (lire en ligne)
— « (ibid.) », dans Des animaux aux animats 4 : Actes de la Quatrième Conférence Internationale sur la Simulation du Comportement Adaptatif, MIT Press
- Albus, J.S. « Architecture de référence 4-D/RCS pour véhicules terrestres sans pilote » (2000)  (DOI 10.1109/ROBOT.2000.845165)
— « (ibid.) », dans Robotique et Automatisation, 2000. Actes. ICRA'00. Conférence internationale IEEE sur, vol. 4
- Findeisen, W. et Others, Contrôle et coordination dans les systèmes hiérarchiques, Chichester [Eng.]; New York, J. Wiley, 1980
- Hayes-roth, F., Erman, L. et Terry, A., « Contrôle intelligent distribué et gestion (DICAM) : applications et support pour le développement semi-automatisé », NASA. Ames Research Center, Notes de travail du 1992 AAAI Workshop sur l'Automatisation de la Conception Logicielle. Thème : Conception logicielle spécifique au domaine, p. 66–70 (VOIR N 93-17499 05-61),‎ 1992 (lire en ligne, consulté le 11 mai 2008)
- Jones, A.T. et McLean, C.R., « Un modèle de contrôle hiérarchique proposé pour les systèmes de fabrication automatisés », Journal des systèmes de fabrication, vol. 5, no 1,‎ 1986, p. 15–25 (DOI 10.1016/0278-6125(86)90064-6, CiteSeerx 10.1.1.79.6980, lire en ligne [archive du 12 décembre 2012], consulté le 11 mai 2008)